# Колібрі-німфа лісовий
Колі́брі-ні́мфа лісовий (Hylonympha macrocerca) — вид серпокрильцеподібних птахів родини колібрієвих (Trochilidae). Ендемік Венесуели. Це єдиний представник монотипового роду Лісовий колібрі-німфа (Hylonympha).

## Опис
Довжина самців становить 19 см, враховуючи довгий хвіст довжиною 9-10 см, вага 7-7,5 г. Довжина самиць становить 12-13 см, вага 6,5-8 г. У самців лоб і тім'я фіолетові, блискучі, решта тімені та потилиця темно-зелені, майже чорні. Верхня частина тіла зелена з металевим відблиском, задня частина шиї має золотистий відтінок. Горло і груди смарагдово-зелені, блискучі, решта нижньої частини тіла більш тьмяна, темно-зелена, живіт чорнуватий. На боках зелені плями. Крайні стернові пера чорнувато-фіолетові, видовжені, ширші за решту.
У самиць верхня частина голови й верхня частина тіла темно-зелені, блискучі. Горло і груди у них білі, поцятковані зеленими плямами, за винятком центральної частини грудей. Живіт і гузка рудувато-каштанові. Хвіст роздвоєний, однак не так виражено, як у самця. Центральні стернові пера біля основи темно-зелені, на кінці металево-сині. Крайні стернові пера коричневі з охристими кінчиками. Дзьоб довгий, дещо вигнутий, чорний. Голос — тонке, високе, металеве цвірінькання.

## Поширення й екологія
Лісові колібрі-німфи є ендеміками півострова Парія на північному сході Венесуели, в штаті Сукре. Вони живуть у вологих гірських і хмарних тропічних лісів, на узліссях і галявинах, на висоті від 530 до 920 м над рівнем моря, на горі Умо на висоті від 800 до 1200 м над рівнем моря. Живляться нектаром квітів Heliconia aurea і Costus sp, а також комахами. Самиці захищають кормові території.

## Збереження
МСОП класифікує цей вид як такий, що перебуває під загрозою зникнення. За оцінками, популяція лісових колібрі-німф становить від 5 до 6 тисяч птахів. Їм загрожує знищення природного середовища.